# Ил диво
Ил диво (Il Divo) су мултинационална музичка група коју чине швајцарски тенор Урс Билер, француски певач поп музике Себастијен Изамбар, шпански баритон Карлос Марин и амерички тенор Дејвид Милер, а коју је 2003. године саставио познати музички и телевизијски продуцент Сајмон Кауел. Ил диво су до сада објавили шест студијских албума — Il Divo (2004), The Christmas Collection (2005), Ancora (2005), Siempre (2006), The Promise (2008) и Wicked Game (2011) — који су продати у више од 26 милиона примерака.

## Историја групе

### Оснивање групе: 2001–03.
Инспирисан заједничким наступима „Три тенора“ — Пласида Доминга, Хосеа Карераса и Лучана Паваротија, као и успехом дуета „Time to Say Goodbye (Con te partirò)“ у извођењу Андрее Бочелија и Саре Брајтман, познати музички и телевизијски продуцент Сајмон Кауел дошао је на идеју да формира групу која ће оперским стилом изводити поп музику. Кауел је постао популаран као идејни аутор и судија у емисијама за таленте као што су Идол, Британија има таленат и The X Factor, али и по свом одличном познавању укуса публике. Потрага за одговарајућим члановима групе Ил диво, замишљене као квартет који ће чинити мушки оперски певачи, трајала је читаве три године, од 2001. до 2003.
Први који је постао члан Ил дива био је шпански баритон Карлос Марин, коме су се касније придружили швајцарски тенор Урс Билер, француски певач поп музике Себастијен Изамбар и амерички тенор Дејвид Милер. На својој првој аудицији, Билер је упитао Кауела: „Ја сам школовани оперски певач, лирски тенор. И ти желиш да певам поп музику? Да ли си ти озбиљан?“. Кауел је одговорио: „Да, зато сам и позвао људе као што си ти“, на шта је Билер рекао: „Па, могу да покушам, али не мислим да ће ико хтети то да слуша“. Одмах након што је група састављена 2003. године, Ил диво су отпочели снимање свог првог албума у Лондону. Кауелова оригинална замисао да Ил диво буду „нешто зрелији бој бенд“ пропала је јер су чланови групе имали великих потешкоћа да савладају кореографије, те су се одлучили за варијанту озбиљних певача у Арманијевим оделима.

### ,и: 2004–05.
Први албум групе Ил диво, Il Divo, објављен је 1. новембра 2004. године. Il Divo је постигао огроман успех широм света, продавши се у скоро пет милиона примерака. У Уједињеном Краљевству, албум је заузео прво место на топ-листи, померивши са врха најновији албум Робија Вилијамса и достигао четвороструки платинасти тираж. Убрзо након тога, Ил диво су на једној филмској премијери упознали Вилијамса, који им је у шали рекао: „Дакле, ви сте та четири идиота која су ми преотела прво место!“. У САД, где је Il Divo заузео четврто место на топ-листи, група је достигла велику популарност захваљујући наступу у емисији Опре Винфри у априлу 2005. На албуму су се нашле обраде хитова попут „Un-Break My Heart“ Тони Брекстон и „My Way“ Френка Синатре, обе отпеване на шпанском језику, али и неколико оригиналних песама.
И поред великог успеха код публике — албум Il Divo се нашао међу десет најпродаванијих албума у чак четрнаест земаља — критика је у почетку била врло оштра према групи Ил диво, називајући их „Мона Лизом у мини-сукњи“. Многи критичари сматрали су да Ил диво „срозава оперу“, на шта је Милер одговорио: „Врло је једноставно – ми не певамо оперски репертоар. Само уносимо своје познавање драме и снагу оперског гласа у своју музику, али ту повлачимо црту. Заправо, ми отварамо капије за ширу публику која почиње да се интересује за оперу“.
Дана 25. октобра 2005. група Ил диво је објавила нови албум, The Christmas Collection, који је садржао обраде познатих празничних песама, а недуго потом, 7. новембра, и свој трећи албум Ancora. На овом албуму, који је заузео прво место на топ-листама у чак четрнаест земаља, укључујући и Уједињено Краљевство и Сједињене Државе, нашле су се нове верзије хитова као што су „Hero“ Мараје Кери, „Unchained Melody“, „Ave Maria“ и „Pour que tu m'aimes encore“ Селин Дион. Велики успех постигле су оригиналне нумере „Isabel“ и „I Belive in You (Je crois en toi)“, дует са Селин Дион, који ће бити изабран као једна од званичних песама Светског првенства у фудбалу 2006. године. 21. новембра 2005. Ил диво су наступили на чувеном новогодишњем концерту „Royal Variety Performance“, коме сваке године присуствује неко од старијих чланова британске краљевске породице. Овом приликом, концерт је одржан у Кардифу у присуству краљице Елизабете II и њеног супруга принца Филипа, војводе од Единбурга.

## Чланови групе
- Урс Билер (Urs Bühler), тенор, рођен је 19. јула 1971. у Луцерну, Швајцарска. Као тинејџер је био члан рок бенда „The Conspiracy“, који је 1991. објавио албум „One to One“, али се током студија за наставника музике окренуо класичној музици. Билер је ожењен шминкерком Тањом Родни.
- Себастијен Изамбар (Sébastien Izambard), тенор, рођен је 7. марта 1973. у Паризу, Француска). Пре но што је постао члан групе Ил диво, Изамбар је имао успешну соло каријеру у Француској као певач поп музике. Његов сингл „Si tu salvais“ са албума Libre (2000) нашао се на првом месту француске топ-листе. Ожењен је аустралијском публицисткињом Рене Марфи[9] са којом има троје деце — близанце Луку и Роуз, рођене 20. марта 2008, и сина Џуда, рођеног 20. маја 2011.[10]
- Карлос Марин (Carlos Marín), баритон, рођен је 13. октобра 1968. у Риселсхајму, Западна Немачка, али је одрастао у Мадриду, Шпанија. Свој први албум снимио је са само осам година, зарадивши надимак „мали Карузо“. Колега Дејвид Милер тврди да „Карлос има највећи глас у Ил диву“.[7] Марин је играо у многим мјузиклима и операма као што су Севиљски берберин, Боеми и Мадам Батерфлај.
- Дејвид Милер (David Miller, тенор, рођен је 14. априла 1973. у Сан Дијегу, Сједињене Америчке Државе). Дипломирао је соло певање, а магистрирао оперску уметност. Две године је био члан опере у Питсбургу, а 2002. је играо главну улогу у Боемима на Бродвеју. 8. августа 2009. се Милер оженио америчком оперском певачицом Саром Џој Кабанак.[11]

## Дискографија

### Албуми

#### Студијски албуми
| Il Divo                                                           | - Датум објављивања: 1. новембар 2004. - Издавачка кућа: - Формати: компакт-диск, дигитално преузимање  | 1 | 1  | 2  | 1  | 4   | 2  | 2  | 1 | 2  | 4  |
| The Christmas Collection                                          | - Датум објављивања: 25. октобар 2005. - Издавачка кућа: - Формати: компакт-диск, дигитално преузимање  | — | 16 | 18 | 1  | 122 | 75 | —  | 4 | 13 | 14 |
| Ancora                                                            | - Датум објављивања: 7. новембар 2005. - Издавачка кућа: - Формати: компакт-диск, дигитално преузимање  | 1 | 1  | 6  | 1  | 9   | 18 | 3  | 2 | 4  | 1  |
| Siempre                                                           | - Датум објављивања: 27. новембар 2006. - Издавачка кућа: - Формати: компакт-диск, дигитално преузимање | 2 | 2  | 9  | 1  | 10  | 22 | 2  | 1 | 1  | 6  |
| The Promise                                                       | - Датум издавања: 10. новембар 2008. - Издавачка кућа: - Формати: компакт-диск, дигитално преузимање    | 1 | 5  | 11 | 2  | 22  | 24 | 2  | 1 | 6  | 5  |
| Wicked Game                                                       | - Датум објављивања: 8. новембар 2011. - Издавачка кућа: - Формати: компакт-диск, дигитално преузимање  | 6 | 11 | 12 | 11 | —   | —  | 15 | 2 | 3  | 10 |
| A Musical Affair                                                  | - Датум објављивања: 5. новембар 2013. - Издавачка кућа: - Формати: компакт-диск, дигитално преузимање  |   |    |    |    |     |    |    |   |    |    |
| "—" означава да се албум није нашао на листи или да није објављен | |   |    |    |    |     |    |    |   |    |    |

#### Компилацијски албуми
| Наслов | Детаљи о албуму                                                                                    | Позиције |
| Наслов | Детаљи о албуму                                                                                    | [ 12 ]   |
| ------ | -------------------------------------------------------------------------------------------------- | -------- |
|        | - Датум објављивања: 14. јул 2007. - Издавачка кућа: - Формати: компакт-диск, дигитално преузимање | 32       |

#### Албуми са наступа уживо
| Наслов | Детаљи о албуму                                                                                        | Позиције на листама | Позиције на листама | Позиције на листама | Позиције на листама | Позиције на листама | Позиције на листама |
| Наслов | Детаљи о албуму                                                                                        | [ 14 ]              | [ 15 ]              | [ 16 ]              | [ 18 ]              | [ 19 ]              | [ 20 ]              |
| ------ | --- | ------------------- | ------------------- | ------------------- | ------------------- | ------------------- | ------------------- |
|        | - Датум објављивања: 1. децембар 2009. - Издавачка кућа: - Формати: компакт-диск, дигитално преузимање | 26                  | 19                  | 198                 | 29                  | 9                   | 15                  |
|        | |                     |                     |                     |                     |                     |                     |

### Синглови
| „“                                                                | 2005. | —  | —  | —  | —  | —  | —  |  |
| „“                                                                | 2005. | —  | 88 | —  | —  | —  | 33 |  |
| „“                                                                | 2005. | —  | —  | —  | 28 | —  | —  |  |
| „“ (дует са Селин Дион)                                           | 2006. | —  | 30 | —  | —  | 35 | 31 |  |
| „“ (дует са Тони Брекстон)                                        | 2006. | 24 | —  | 17 | —  | 8  | —  |  |
| „“                                                                | 2006. | —  | —  | —  | —  | 81 | —  |  |
| „“                                                                | 2008. | —  | —  | —  | —  | —  | —  |  |
| „“                                                                | 2011. | —  | —  | —  | —  | —  | —  |  |
| "—" означава да се сингл није нашао на листи или да није објављен |       |    |    |    |    |    |    |  |

### DVD издања са концерата
- 2004 - Live At Gottam Hall[23][24]
- 2005 - Encore
- 2005 - Mamá
- 2006 - The Yule Log: The Christmas Collection
- 2006 - Live At the Greek Theater
- 2008 - Live At The Coliseum
- 2009 - An Evening with Il Divo: Live in Barcelona
- 2011 - Live At The London Coliseum
- 2014 - Live in Japan